# ستيفن بلاكفورد
ستيفن بلاكفورد (بالإنجليزية: Steven Blackford)‏ هو مصارع هاوي أمريكي، ولد في 1 أغسطس 1977، وتوفي في 3 سبتمبر 2004 بسبب حادث مرور.